# Багин, Сергей Афанасьевич
Сергей (Сергий) Афанасьевич Багин (1869, дер. Кирменбаш Мамадышского уезда Казанской губернии — после 1929) — русский этнограф, священник, миссионер, и. д. Казанского епархиального инородческого миссионера, Пермский епархиальный инородческий миссионер-проповедник.

## Происхождение, учёба, этнографические изыскания
Родился в 1869 г. в деревне Кирменбаш (Керменбаш) (в других источниках — Керимбаш) Мамадышского уезда Казанской губернии. Из мещан, русский.
С 15 (27) сентября 1888 г. по 4 (16) сентября 1894 г. работал учителем «Ныртынского и Букенского земских училищ». Затем являлся слушателем Миссионерских курсов при Казанской Духовной Академии, которые окончил 6 (18) августа 1896 г. При этом известно, что С. А. Багин знал «вотский и татарский (народный и литературный) языки и теоретически — арабский».
3 (15) декабря 1896 г. на всенощном бдении у гроба В. Т. Тимофеева С. А. Багин произнёс прочувствованную речь от лица слушателей Миссионерских курсов при Казанской Духовной Академии и возложил венок. Назвав покойного учителем, он подчеркнул, что имя В. Т. Тимофеева «в истории христианского просвещения инородцев Казанского края будет стоять в такой же тесной связи с именем великого просветителя инородцев — с именем незабвенного Н. И. Ильминского», как и вся его жизнь и деятельность.
3 (15) ноября 1895 г. С. А. Багин закончил работу над исследованием «Свадебные обряды и обычаи вотяков Казанского уезда. (Этнографический очерк)», которое было издано в Москве в 1897 г. «Настоящий очерк, — говорилось в одной из сносок, — есть результат преимущественно личных наблюдений над свадебными обрядами и обычаями вотяков Казанского уезда. Значительную помощь при настоящей работе оказал мне бывший учитель Гондыревского училища Братства Св[ятителя] Гурия, Казанского уезда, В. Т. Тимофеев, которому я приношу за это искреннюю благодарность».

## Начало служения, деятельность по просвещению вотяков (удмуртов)
2 (14) ноября 1896 г. резолюцией архиепископа Казанского и Свияжского Владимира (И. П. Петрова) С. А. Багин был определён священником «к строящейся Казанско-Богородицкой церкви» села Нижние Учи (Нижняя Уча) Мамадышского уезда, 1 (13) декабря 1896 г. — рукоположен во священника. Известно, что возведённая здесь на средства казанского купца В. Г. Полякова церковь Во имя Казанской иконы Божией Матери была освящена в 1898 г.
С 28 августа (9 сентября) 1897 г. по 1 (13) мая 1899 г. он состоял законоучителем Новопоселённо-Тулбинского земского училища. 29 января (10 февраля) 1899 г. «за усердную службу и примерное поведение» был награждён набедренником.
При этом особо С. А. Багин отличился на ниве религиозно-духовного просвещения вотяков (удмуртов).
29 октября (10 ноября) 1897 г. указом Казанской Духовной Консистории, согласно резолюции епископа Чебоксарского Антония (А. П. Храповицкого), он был утверждён «помощником миссионера по Мамадышскому уезду». Затем «Особою комиссиею по организации Миссии в Казанской Епархии» избран и 24 февраля (9 марта) 1901 г. утверждён «помощником Епархиального миссионера для вотяков».
С 3 (16) ноября 1900 г. по 1 (14) ноября 1908 г. С. А. Багин состоял в должности «наблюдателя вотских школ Братства св[ятителя] Гурия», с 5 (18) апреля 1907 г. по 20 (5 марта) февраля 1908 г. — законоучителя «Ново-Никольской, Нижне-Учинской, Билетлибашской и Ново-Учинской церковных школ, Старо-Иванаевского и Утяковского земских училищ».
В «Отчёте Казанского епархиального училищного Совета о церковных школах за 1905-й гражданский год» сообщалось, что по его «инициативе и заботе» был открыт «т. н. дополнительный класс» для окончивших Нижнее-Учинскую «одноклассную школу вотских девушек», занятия в которой велись «по программе двуклассной церковно-приходской школы» (в него было принято 15 девушек, в том числе «12 вотячек и 3 русских»). Преподавание в этом классе вели: сам С. А. Багин и учительница А. Алексеева. «При недостаточной подготовке учительницы, — сообщалось в том же отчёте, — ревностный о. [С. А.] Багин занимался и по другим, кроме Закона Божия, предметам, но за недостатком времени и сложностью обязанностей всего делать не имел возможности».
С 12 (25) января 1901 г. по 15 (28) апреля 1905 г. С. А. Багин являлся членом Мамадышского уездного отделения Казанского епархиального училищного совета, с 1903 по 1905 гг. — председателем Комитета «по постройке Верхне-Шуньской церкви» в Мамадышском уезде. 2 (15) июня 1906 г. он был награждён скуфьёю.
С 12 (25) марта 1902 г. С. А. Багин состоял членом-сотрудником Общества археологии, истории и этнографии при Императорском Казанском Университете, а 18 (31) марта 1909 г. был избран его действительным членом. Кроме того, с мая 1908 г. он являлся «по должности миссионера» членом Церковного историко-археологического общества Казанской епархии.

## И.д. Казанского епархиального инородческого миссионера
10 (23) февраля 1907 г. С. А. Багин был перемещён священником в село Старо-Иванаево (Старое Иванаево) Чистопольского уезда Казанской губернии.
23 февраля (8 марта) 1908 г. резолюцией архиепископа Казанского и Свияжского Димитрия (Д. И. Самбикина) «отчислен от занимаемого им места в селе Старом Иванаеве за назначением И.д. противомусульманского Епархиального миссионера с причислением сверхштатным священником к Варваринской г[орода] Казан[и] церкви». 13 (26) августа 1908 г. резолюцией архиепископа Казанского и Свияжского Никанора (Н. Т. Каменского) он был определён на священническое место к Казанскому Кафедральному Благовещенскому собору.
С. А. Багин сменил на посту епархиального инородческого миссионера (в ряде источников — «епархиального противомусульманского и противоязыческого миссионера») Я. Д. Коблова, занимавшего его с 1900 по 1908 гг. В «Отчёте о деятельности Братства св[ятителя] Гурия за 1909/10 — XLIII братский год» сообщалось, что С. А. Багин состоял «И.д. Епархиального инородческого миссионера» с 23 февраля (8 марта) 1908 г. по 21 мая (3 июня) 1910 г. По состоянию на 1909 и 1910 гг. он упоминается также в разных источниках в качестве «и.д. епархиального миссионера» или «епархиального инородческого миссионера» без приставки «и.д.».
2 (15) мая 1908 г. С. А. Багин был утверждён членом Совета «Братства святителя Гурия», который в 1909 г. выразил ему, а также «уездным миссионерам — священникам: Виктору Зайкову, Назарию Герасимову, Александру Протодиаконову, Филиппу Никифорову, Алексею Николаеву и Сергию Ляпидовскому» благодарность «за миссионерские труды в сём 1909 г.».
Статьи С. А. Багина публиковались в журналах Казанской Духовной Академии «Православный Собеседник» и "Кружка сестёр-сотрудниц «Братства святителя Гурия» «Сотрудник Братства святителя Гурия». В 1909 г. в Казани отдельной брошюрой было издано его исследование «О пропаганде ислама путём печати» («отдельный оттиск» из журнала «Православный Собеседник» за 1909 г.).
В июле 1909 г. С. А. Багин представил епископу Мамадышскому Андрею (князю А. А. Ухтомскому) обстоятельный доклад «об отпадениях в магометанство крещёных инородцев Казанской епархии и о причинах этого печального явления». Затем — в 1910 г. — под аналогичным названием (но без указаний на свой докладной характер) он был опубликован в «Православном Собеседнике», а также в виде брошюры — в качестве «отдельного оттиска» из него.
Историк И. Е. Алексеев пишет, что:
Исследования С. А. Багина опирались на богатый статистический материал и хорошее знание предмета. Вместе с тем, как отмечалось в одном из откликов на его работу «Об отпадении в магометанство крещёных инородцев Казанской епархии и о причинах этого печального явления», опубликованном в «Известиях по Казанской Епархии», точка зрения о. С. А. Багина «не богословская, а этнографическая».
В «Отчёте о деятельности Братства св[ятителя] Гурия за 1909/10 — XLIII братский год» говорилось, что: «В отчётном году бывший епархиальный инородческий миссионер священник Сергий Багин совершал миссионерские поездки ежемесячно. Продолжительность поездок была в среднем около двух недель каждая». Между тем, в «Отчёте Епархиального противомусульманского и противоязыческого миссионера» «О состоянии миссионерского дела в Казанской епархии за 1910 год», частично опубликованном в 1911 г. в «Известиях по Казанской Епархии», сообщалось, в частности, что С. А. Багин, состоя «епархиальным противомусульманским и противоязыческим миссионером» по 30 апреля (13 мая) 1910 г., «решительно не оставил никаких данных о своей деятельности» за четыре месяца отчётного года.

## Семья, дети
О личной жизни С. А. Багина известно, что он был женат на Анне Александровне Багиной (Миропольской) (возраст, по состоянию на 1909 г., 33 года), имел (по состоянию на тот же год) двух сыновей — Николая (4 с половиной года), Петра (2 с половиной года) и трёх дочерей — Татьяну (12 лет), Елизавету (9 лет) и Марию (7 лет).

## Жизнь и деятельность после 1910 г., репрессии со стороны властей
1 (14) мая 1910 г., «согласно просьбы», С. А. Багин был уволен в Казанском Кафедральном Благовещенском соборе за штат.
Сохранились сведения, что в последующие годы он являлся Пермским епархиальным инородческим миссионером-проповедником.
Дальнейшая деятельность С. А. Багина прослеживается слабо. Известно, что в 1920-е гг. он служил священником в селе Константиновка Малмыжского района Кировской области и подвергался преследованиям со стороны богоборческой власти.
Информация о нём включена в базу данных Православного Свято-Тихоновского Богословского Института и «Братства во Имя Всемилостивого Спаса» «Новомученики и Исповедники Русской Православной Церкви XX века» (со ссылкой на «Книгу памяти жертв политических репрессий Кировской области»). Согласно этим данным, 17 мая 1929 г. С. А. Багин был осуждён Особым Совещанием при Коллегии ОГПУ по статье 58-10 Уголовного Кодекса РСФСР с вынесением приговора о лишении права проживания в городах Москве, Ленинграде, Вятке и шести губерниях.
Дальнейшая судьба С. А. Багина документально не прослеживается. Реабилитирован 25 сентября 1992 г.